# Ionopsidium
Ionopsidium és un gènere de plantes endèmic de la regió mediterrània que té unes 6 espècies. Pertany a la família Brassicaceae.

## Algunes espècies
| - Ionopsidium abulense - Ionopsidium acaule - Ionopsidium albiflorum - Ionopsidium heterospermum - Ionopsidium prolongoi - Ionopsidium savianum |